# Златополь (Воронежская область)
Златополь — хутор в Кантемировском районе Воронежской области России.
Входит в состав Михайловского сельского поселения.

## География

### Улицы
- ул. Фермерская.

Недалеко[где?] находится граница с Украиной (КПП Новобелая).